# Edytor heksadecymalny

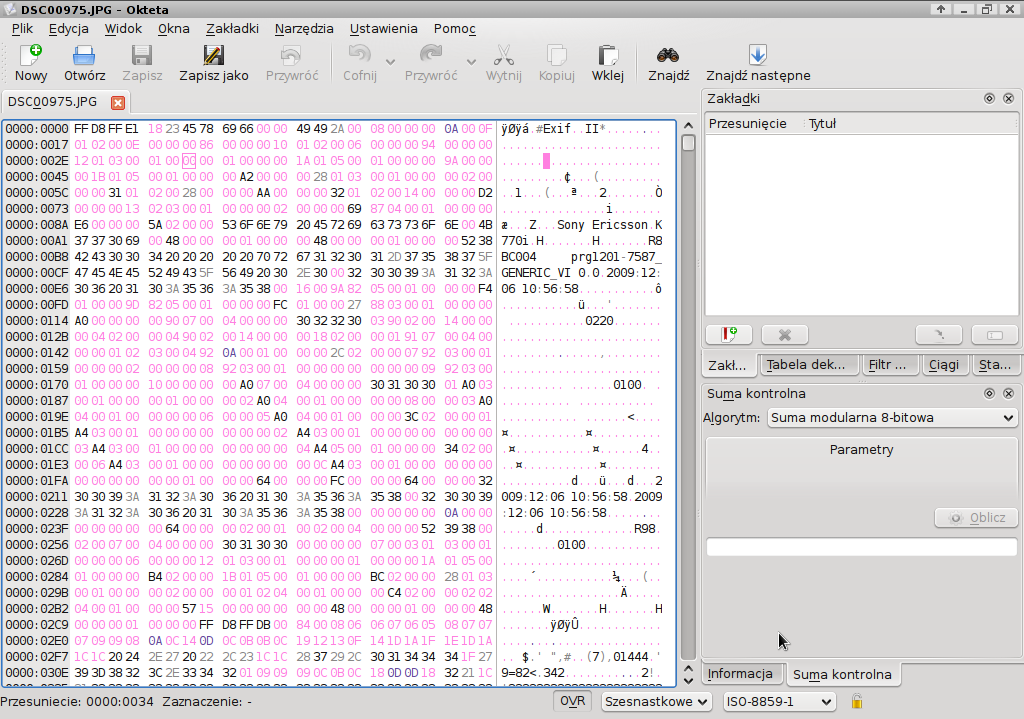
Edytor heksadecymalny Okteta uruchomiony w środowisku KDE

Edytor heksadecymalny (edytor dyskowy, edytor binarny) – program do edycji plików (w tym binarnych – wykonywalnych), w którym pojedyncze znaki (bajty) przedstawiane są w postaci heksadecymalnej, czyli zapisane za pomocą liczb o podstawie 16 (np. znak spacji odpowiada liczbie 0x20).
Dzięki takiemu zapisowi uzyskujemy:
- możliwość czytelnego przedstawienia znaku (nie wszystkie znaki ASCII są czytelne)
- liczby (z zakresu 0-255) przedstawiane są tylko za pomocą dwóch znaków, a nie trzech (np. liczba 254 to FE)

Większość takich edytorów umożliwia podgląd pliku również w postaci kodów ASCII (tylko tych czytelnych).
Edytory heksadecymalne wykorzystuje się głównie do edycji plików binarnych (np. z rozszerzeniem .exe) lub modyfikacji konkretnych wpisów w sektorach dysku.
Przykłady:
- HxD
- 010 Editor(inne języki)
- Binary Ninja(inne języki)
- Hiew